# Zwolle
Zwolle ( nizozemsko: [ˈzʋɔlə] ()) je mesto in občina na severovzhodu Nizozemske. Je glavno mesto province Overijssel. Zwolle se nahaja na meji z Gelderlandom, ki sledi reki IJssel, nedaleč od Flevolanda na severozahodu in Drentheja na severovzhodu. S 130.592 prebivalci na dan 1. decembra 2021 je druga največja občina v Overijsslu za Enschedejem.

## Zgodovina
Arheološke najdbe kažejo, da je bilo območje okoli Zwolleja naseljeno že dolgo. Woodhenge, ki je bil najden v predmestju Zwolle-Zuid leta 1993, je bil datiran v obdobje bronaste dobe.  V rimski dobi so območje poseljevali Salijski Franki.
Moderno mesto so okoli leta 800 našega štetja ustanovili frizijski trgovci in čete Karla Velikega. Ime Zwolle izhaja iz besede Suolle, ki pomeni "hrib". To se nanaša na naklon v pokrajini med štirimi rekami, ki obdajajo mesto, IJssel, Vecht, Aa in Zwarte Water. Hrib je bil edini kos zemlje, ki je ob pogostih poplavah rek ostal suh. Zwolle je bil ustanovljen na tem klancu.
Neka listina omenja obstoj župnijske cerkve, posvečene sv. Mihaelu. Ta cerkev, Sint Michaëlskerk (cerkev sv. Mihaela), je bila prenovljena v prvi polovici 15. stoletja in obstaja še danes. Cerkev vsebuje bogato izrezljano prižnico, delo Adama Straesa van Weilborcha (okoli 1620), nekaj dobrih rezbarij in izvrstne orgle (1721).
31. avgusta 1230 je škof Utrechta Zwolleju podelil mestne pravice. Zwolle je leta 1294 postal član Hanzeatske lige, leta 1361 pa se je pridružil vojni med Hanzo in Valdemarjem IV. Danskim. V Stralsundski pogodbi leta 1370, ki je končala vojno, je Zwolle dobil vitte, trgovsko kolonijo, v Scaniji, ki je bila takrat del Danske. Zlata doba Zwolleja je nastopila v 15. stoletju. Med letoma 1402 in 1450 se je mestni bruto regionalni proizvod pomnožil za približno šest.
Julija 1324 in oktobra 1361 so regionalni plemiči požgali Zwolle. V požaru leta 1324 je ognju ušlo le devet zgradb.
Zwolle je bil z Deventerjem tudi eno od središč meniškega gibanja Bratov skupnega življenja . 5 km iz Zwolleja, na rahli vzpetini, imenovani Agnietenberg (hrib svete Neže), je nekoč stal avguštinski samostan, v katerem je Thomas à Kempis preživel največji del svojega življenja in umrl (leta 1471).
Vsaj že leta 1911 je imel Zwolle precejšnjo rečno trgovino, veliko ribjo tržnico in najpomembnejšo živinsko tržnico na Nizozemskem za Rotterdamom. Pomembnejše industrijske panoge so obsegale proizvodnjo bombaža, železarne, gradnjo čolnov, barvanje in beljenje, strojenje, izdelovanje vrvi in solinarstvo. 
V drugi svetovni vojni je Zwolle pred Nemci sam osvobodil francosko-kanadski vojak Léo Major.  Leta 2005 je bil imenovan za častnega meščana Zwolleja in po njem se imenuje ulica, Leo Majorlaan.

## Geografija
Poleg cerkve sv. Michaëlskerk (cerkev sv. Mihaela), v kateri so veličastne baročne orgle, ki jih je zgradil Arp Schnitger, je v Zwolleju več drugih zgodovinskih spomenikov. Rimskokatoliška bazilika Onze Lieve Vrouwe ten Hemelopneming (Naše Gospe od Vnebovzetja) sega v leto 1399. Cerkveni stolp, imenovan Peperbus (poperlonček), je eden najvišjih in najbolj znanih cerkvenih stolpov na Nizozemskem. Posodobljena mestna hiša je bila prvotno zgrajena leta 1448.
Omeniti je treba tudi Sassenpoort (ena od starih mestnih vrat), mestno obzidje, Mosterdmakerstoren (stolp izdelovalcev gorčice) (kompleks, kjer so včasih izdelovali lokalno gorčico), cehovsko hišo (1571), nekdanji uradi deželne vlade, dominikanski samostan in na Melkmarktu dva muzeja; Stedelijk Museum Zwolle starin in naravne zgodovine ter Vrouwenhuis. Museum de Fundatie, muzej likovne umetnosti province Overijssel, gostuje v nekdanji sodni dvorani na trgu Blijmarkt.
V zahodnem delu mesta, zahodno od železniške postaje, je četrt secesijskih stavb, skoncentriranih predvsem na Koningin Wilhelminastraat, Prinses Julianastraat in Prins Hendrikstraat. Te trinadstropne bivalne hiše so leta 1900 zgradili različni nizozemski arhitekti. Enajst stavb je zaščitenih s strani nizozemske vlade (rijksmonumenten).
Cerkev Broerenkerk je bila del dominikanskega samostana, ustanovljenega leta 1465. Leta 1580 so samostan zaprli in menihe izgnali. Od leta 1640 do leta 1982 so cerkev uporabljali za protestantske službe. Po obnovi v letih 1983–1988 je bila namenjena kulturnim prireditvam, danes pa je knjigarna. 

### Galerija slik
- Thorbeckegracht in Wijndragerstoren
- Peperbus iz Eekwala. Hiša spredaj je res tako ukrivljena.
- Praubstraat, staro mestno jedro
- Saška vrata (Sassenpoort)
- Thorbeckewal in Vispoortbridge
- Hiša bogatega župnika je središče Devotio Moderna in pozneje dom Willema Bartjensa
- Pogled na središče mesta Zwolle
- Orgle v Broerenkerk
- Muzej in doživetje Hermana Brooda
- Vrata v slogu Art Nouveau na naslovu Prins Hendrikstraat 1-3-5. 1902, arhitekt Geurt Gijsbertus Post
- Vodomet v bližini Museum de Fundatie